# Through the Night (bài hát của IU)
"Through the Night" (Hangul: 밤편지; RR: Bampyeonji; lit. Bức thư đêm) là bài hát được thu âm bởi ca sĩ Hàn Quốc IU cho album thứ tư của cô Palette (2017). Viết lời bởi IU, sáng tác và produce bởi Je-Hwi Kim, and Hee-Won Kim, bài hát là lead single, được phát hành vào ngày 24 tháng 3 năm 2017. 
"Through the Night" được phê bình và thành công về mặt thương mại tại Hàn Quốc, đứng đầu trên các bảng xếp hạng âm nhạc lớn. Bài hát ra mắt tại vị trí thứ hai trên Gaon Digital Chart, trước khi đạt vị trí thứ nhất vào tuần sau trở thành single thứ 14 của IU đứng vị trí thứ nhất tại Hàn Quốc, cho phép cô mở rộng vai trò dẫn đầu của mình vào thời điểm các nhóm nhạc thần tượng nổi tiếng Big Bang, Sistar và 2NE1. Tính đến tháng 4 năm 2018, sau hơn một năm ra mắt bài hát, bài hát chưa bao giờ bị văng ra khỏi top 100 bài hát của các bảng xếp hạng chính tại Hàn Quốc.
Bài hát chiến thắng giải Song of the Year tại Golden Disc Awards lần thứ 32 và một đề cử MelOn Music Awards cho Song of the Year và một đề cử Mnet Asian Music Awards cùng hạng mục. Bài hát cũng chiến thắng "Song of the Year – Tháng 3" và giải thương "Long-Run Song of the Year" tại Gaon Chart Music Awards lần thứ 7.
MV của bài hát được đạo diễn bởi Lee Rae-kyung và bài hát hiện tại là MV âm nhạc Hàn Quốc được xem nhiều thứ hai bởi ca sĩ solo nữ trên YouTube năm 2017, sau bài hát của cô từ album cũng tên, "Palette".

## Phát hành
Trong khi album đã được teaser vào đầu tháng 2, IU bắt đầu phát hành teaser cho bài hát cùng tuần phát hành. Bộ ảnh đầu tiên được tiết lộ vào thứ hai ngày 20 tháng 3, cô mặc bộ trang phục truyền thống Hàn Quốc. Hai ngày sau khi bài hát phát hành, một teaser video đã được phát hành với đặc điểm là những đoạn trích giọng hát của IU. IU đã được nhìn thấy trong video ở trong một ngôi nhà truyền thống Hàn Quốc mặc trang phục giống như trong những hình ảnh teaser. Bài hát và MV đã được phát hành vào thứ sáu ngày 24 tháng 3 năm 2017 vào lúc 6:00 pm KST

## Sáng tác
"Through the Night" là một bài hát ballad, nổi bật với giọng hát của cô trên nền nhạc guitar. Giọng hát của IU được mô tả ấm áp và nhưng lại có một chút e sợ trong bài hát tình yêu này, bài hát này đi sâu vào thể loại acoustic và folk. Lời của bài hát được viết bởi IU, trong khi được sáng tác bởi Je-Hwi Kim và Hee-Won Kim. Bài hát có thời lượng bốn phút và 13 giây và được thực hiện trong khóa E flat. Nhịp của bài hát là 79 nhịp trên một phút và được viết theo nhịp 4/4.

## Đón nhận
| Đánh giá chuyên môn | Đánh giá chuyên môn |
| Nguồn đánh giá      | Nguồn đánh giá      |
| Nguồn               | Đánh giá            |
| ------------------- | ------------------- |
| IZM                 |                     |

"Through the Night" đã nhận được những đánh giá tích cực từ các nhà phê bình âm nhạc ca ngợi cảm xúc của bài hát và làm nổi bật kỹ năng sáng tác của IU và trình diễn giọng hát của cô trong bài hát.
IZM, bao gồm bài hát trong danh sách "10 single đại diện cho năm 2017" giải thích "Không có bài hát nào khác trong năm nay thể hiện chính xác cảm xúc quý giá, nhỏ và tinh khiết khi viết thư cho ai đó bạn yêu cả đêm như thế này." trong khi ca ngợi kỹ năng sáng tác của IU.

## Diễn biến trên bảng xếp hạng
Bài hát đứng đầu Instiz iChart khi phát hành, và cuối cùng đã đạt được một Perfect All Kill, là single đứng vị trí thứ nhất trên tất các bảng xếp hạng âm nhạc chính của Hàn Quốc trong cùng một lúc. "Through the Night" là Perfect All Kill thứ tám của cô trong sự nghiệp. Vào tuần bài hát phát hành, bài hát đạt vị trí thứ hai trên Gaon Digital Charts cho bảng xếp hạng tuần thứ 12 của năm - 19 tháng 3 đến 25 tháng 3 - mặc dù bài hát phát hành vào ngày 24 của tháng đó. Một tuần sau bài hát đã nhảy lên vị trí thứ nhất trên bảng xếp hạng nhạc số trở thành lần thứ nhất thứ 14 của cô tại Hàn Quốc. Vào ngày 6 tháng 4, bài hát đã được công nhận là single đạt được "Triple Crown" cho vị trí thứ nhất trên Gaon Combined Digital Chart, Online Download Chart and Online Streaming Chart. 
Vào tuần phát hành, bài hát đã đạt được 183,168 lượt tải theo Gaon; con số đã tăng lên 208,241 trong tuần phát hành thứ hai. "Through the Night" cũng đã thu hút lượng phát trực tiếp khổng lồ, bài hát được phát trực tuyến 7,694,321 lần trong tuần phát hành đầu tiên. Vào ngày 7 tháng 12 "Through the Night" đã đạt hơn 2 triệu lượt tải trên Gaon (37 tuần). Bài hát là một trong những bài hát nhanh nhất đạt được cột mốc như vậy bao gồm bài hát hát của năm 2014 Some (33 tuần), bài hát của năm 2016 Galaxy (40 tuần) và bài hát của năm 2017 I Will Go to You Like the First Snow (36 tuần).
Tính đến cuối năm 2017,  2,181,372 lượt tải của bài hát đã được bán tại Hàn Quốc theo Gaon - khiến bài hát trở thành bài hát bán chạy thứ hai của năm sau I Will Go to You Like the First Snow của Ailee và có 134,048,681 lượt nghe, khiến bài hát trở thành một trong những bài hát nổi tiếng nhất trong năm bằng hệ thống tiêu thụ này. Bài hát cũng ra mắt vị trí thứ nhất trên cả hai bảng xếp hạng Mobile và Background Music của Gaon, củng cố độ phổ biến của bài hát. Vào ngày 12 tháng 1, Gaon chính thức công bố bảng xếp hạng nhạc số trong suốt một năm, bảng xếp hạng lượt tải và lượt nghe, nơi "Through the Night" đạt vị trí thứ hai trên tất cả ba bảng xếp hạng.

## MV
MV được đạo diễn bởi Rae-kyung Lee và phát hành cũng lúc bài hát phát hành. 
Trong một bài đăng trên Instagram, đạo diễn đã trả lời các câu hỏi của fan về các đạo cụ được sử dụng trong video. Lee tiết lộ cuốn sách được sử dụng video là cuốn sách thiết kế đầu tiên được ấn bản năm 1950 của Dong-Joo Yoon mang tên "The Sky, The Wind, The Stars and The Poetry". Hơn nữa, kể từ khi IU ngưỡng mộ  Mise-en-scène, đạo diễn đã lắp kín MV với nhiều món đồ từ khoảng thời gian những năm 1950 và 1960.

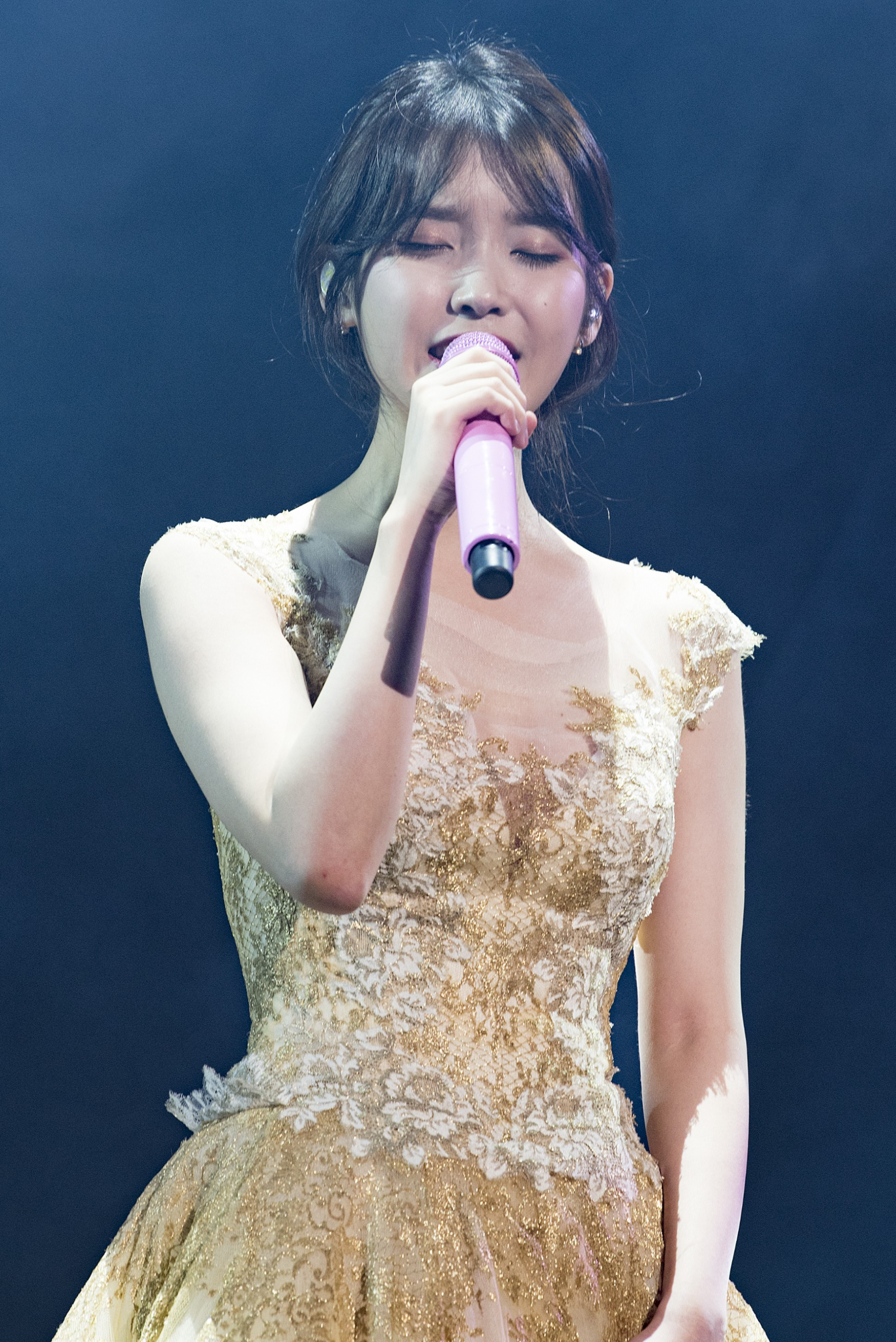
IU trình diễn bài hát tại concert của cô Palette vào tháng 12 năm 2017.

MV hiện có hơn 50 triệu lượt xem khiến MV trở thành MV phổ biến thứ hai tại Hàn Quốc của ca sĩ solo nữ năm 2017

## Trình diễn trực tiếp
Khi phát hành album của cô "Palette", IU bắt đầu quảng bá trên các chương trình âm nhạc. "Through the Night" chỉ trình diễn trên một chương trình âm nhạc vào ngày 23 tháng 4 một tập của Inkigayo, nơi bài hát đã chiến thắng tuần trước. Iu cũng trình diễn bài hát thông qua tập 104 của Picnic Live Season 2. Yu Huiyeol's Sketchbook là một trong những chương trình truyền hình khác có màn trình diễn của bài hát. IU lần đầu tiên hát bài hát này ở một lễ trao giải tại MelOn Music Awards năm 2017, nơi màn trình diễn của cô được ca ngợi khắp nơi cùng với màn trình diễn của cô cho bài hát "Dear Name". Cô cũng trình diễn bài hát tại Golden Disc Awards lần thứ 32 cùng với các bài hit khác của, "Can't Love You Anymore" và "Autumn Morning"
IU cũng đã trình diễn bài hát tại nhiều concert và các lễ hội âm nhạc trong suốt một năm, nơi sự yêu mến của bài hát thường xuyên khiến khán giả phải hát theo, IU cũng thường khuyến khích khán giả hát theo.

## Danh sách đĩa nhạc
| Digital download | Digital download                                                         | Digital download | Digital download        | Digital download        | Digital download |
| STT              | Nhan đề                                                                  | Phổ lời          | Phổ nhạc                | Arrangement             | Thời lượng       |
| ---------------- | ------------------------------------------------------------------------ | ---------------- | ----------------------- | ----------------------- | ---------------- |
| 1.               | "Through the Night" (밤편지; Bampyeonji; dịch nghĩa đen: "Night letter") | IU               | Kim Je-hwi, Kim Hee-won | Kim Je-hwi, Kim Hee-won | 4:13             |
| Tổng thời lượng: | Tổng thời lượng:                                                         | Tổng thời lượng: | Tổng thời lượng:        | Tổng thời lượng:        | 4:13             |

## Bảng xếp hạng
| Bảng xếp hạng (2017)               | Vị trí xếp hạng cao nhất |
| ---------------------------------- | ------------------------ |
| Hàn Quốc (Gaon)                    | 1                        |
| US World Digital Songs (Billboard) | 16                       |

### Doanh số
| Bảng xếp hạng                | Doanh số   |
| ---------------------------- | ---------- |
| Hàn Quốc Gaon Download Chart | 2,181,372+ |

### Lượt nghe
| Chart                         | Streaming    |
| ----------------------------- | ------------ |
| Hàn Quốc Gaon Streaming Chart | 134,048,681+ |

## Giải thưởng chương trình âm nhạc
| Bài hát             | Chương trình        | Ngày                |
| ------------------- | ------------------- | ------------------- |
| "Through the Night" | Inkigayo (SBS)      | 9 tháng 4 năm 2017  |
| "Through the Night" | Show Champion (MBC) | 12 tháng 4 năm 2017 |